# Cortina Sliding Centre
Koordinaten: 46° 32′ 40,9″ N, 12° 7′ 45,1″ O
Das Cortina Sliding Centre Eugenio Monti ist eine im Bau befindliche Kunsteisbahn für Rennrodeln, Bobsport und Skeleton in der italienischen Gemeinde Cortina d’Ampezzo. Die Bahn wurde für die Olympischen Winterspiele 2026 erbaut und ersetzt die Pista olimpica Eugenio Monti.

## Geschichte
Nach der Vergabe der Olympischen Winterspiele 2026 an Mailand und Cortina d’Ampezzo wurde die „Reaktivierung“ der Pista olimpica Eugenio Monti angekündigt, damit dort die Bob-, Rennrodel- und Skeletonwettbewerbe stattfinden können.
Im März 2023 begann der Abriss der Bahn, um Platz für den heftig kritisierten Neubau zu machen. Die 2018 für die Olympiabewerbung ursprünglich mit 41,8 Millionen Euro angesetzten Kosten waren bis dahin bereits auf knapp 100 Millionen Euro angewachsen. Völlig unklar war im März 2023 noch, ob die Bahn nach den Olympischen Spielen überhaupt rentabel weiterbetrieben werden kann oder ein zweites „Cesana Pariol“ droht – die für die Winterspiele 2006 gebaute Kunsteisbahn, welche aufgrund hoher Betriebskosten und mangelnder Nachnutzung stillgelegt wurde.
Im Juli 2023 waren die Abbrucharbeiten abgeschlossen. Bei der nachfolgenden öffentlichen Ausschreibung für die Vergabe des Neubaus wurden keine Angebote abgegeben. Auch nachdem eventuelle Baufirmen direkt kontaktiert worden waren, fand man keinen bereitwilligen Auftragnehmer. Die Baufirmen führten an, dass aufgrund der stark angestiegenen Energie- und Materialkosten das Projekt für sie nicht rentabel sei.
Mitte Oktober 2023 wurde der Bau einer neuen Bahn in Cortina verworfen. Das IOC forderte die Veranstalter auf, die Wettbewerbe auf einer bestehenden Bobbahn im Ausland auszutragen. Eine eventuelle Wiederinbetriebnahme der seit 2011 stillgelegten Olympiabahn im piemontesischen Cesana Torinese war zuvor vom italienischen Sportminister Andrea Abodi wegen zu hoher Kosten abgelehnt worden. Die Region Venetien und der italienische Staat beharrten hingegen auf dem Bau der Bobbahn in Cortina.
Am 31. Januar 2024 wurde das Unternehmen Pizzarotti mit dem Bau beauftragt und am 19. Februar 2024 begannen die Bauarbeiten. Die neue Bahn orientiert sich teilweise an der historischen Streckenführung und soll 16 Kurven auf 1650 Metern aufweisen. Im März 2025 fanden erste Testfahrten statt. Die Fertigstellung soll am 5. November 2025 erfolgen. Am 17. November ist der Auftaktweltcup der Rennsaison 2025/26 im Bob und Skeleton auf der Bahn vorgesehen.

## Ausgetragene Meisterschaften

##### Geplant
- Olympische Winterspiele: 2026
- Olympische Jugend-Winterspiele: 2028